# دانکن (آیووا)
دانکن (به انگلیسی: Duncan) شهری در ایالت آیووا کشور ایالات متحده آمریکا است که جمعیت آن در سرشماری سال ۲۰۱۰ میلادی، ۱۳۱ نفر بوده‌است.